# Danger Zone (videojuego de 2017)
Danger Zone es un videojuego desarrollado por Three Fields Entertainment. El juego consiste en conducir vehículos a altas velocidades en diversas situaciones de tráfico para causar el mayor daño posible. Está directamente inspirado en el modo Crash de los diversos juegos Burnout desarrollados por Criterion Games, de los que los fundadores de Three Fields habían formado parte antes de fundar su propio estudio. Fue lanzado en mayo de 2017 en los sistemas Microsoft Windows y PlayStation 4, y en octubre de 2017 para Xbox One.

## Jugabilidad
El jugador toma el control de un automóvil situado en una instalación virtual de pruebas de choque, donde está disponible uno de los veinte escenarios, con vehículos estacionados o en movimiento y otros obstáculos. El objetivo del jugador es sumar la mayor cantidad de puntos conduciendo su automóvil hacia los escenarios (el "Primer Impacto"), creando reacciones en cadena de colisiones. Si el Primer Impacto causa suficiente daño, pueden activar un "SmashBreaker" (similar al "CrashBreaker" de Burnout) que hace que su vehículo explote, creando reacciones en cadena adicionales para causar daño. Los puntos se otorgan según el grado de daño causado, incluidos puntos especiales por objetivos únicos y otros objetivos específicos del escenario. Los jugadores compiten a través de tablas de clasificación en línea para obtener la mejor puntuación.

## Desarrollo
Los fundadores de Three Fields Entertainment, Fiona Sperry y Alex Ward, eran exmiembros de Criterion Games, el estudio que desarrolló la serie de carreras Burnout (serie)]; Burnout, a diferencia de los juegos de carreras más tradicionales, se centraba considerablemente en colisiones realistas, y varios juegos de la serie incluían el modo Crash, donde los jugadores conducían vehículos intencionalmente hacia situaciones para destrozar tantos otros vehículos como fuera posible. Como Electronic Arts, el editor de Burnout, hizo la transición del estudio de Burnout a la serie Need for Speed, que fue Centrados principalmente en las carreras, Sperry y Ward se marcharon para fundar Three Fields, con la anticipación de desarrollar una secuela espiritual de "Burnout". El primer título del estudio Dangerous Golf, que se basa en causar el mayor daño golpeando pelotas de golf en espacios cerrados, sirvió para ayudar a desarrollar las herramientas necesarias a través del Unreal Engine y middleware como como PhysX para lograr su objetivo inspirado en Burnout.
El desarrollo de "Danger Zone" comenzó justo después de que el estudio publicara "Lethal VR", alrededor de diciembre de 2016. Con tres juegos completados desde la fundación del estudio, querían asegurarse de poder replicar el modo Crash Burnout pero ahora respaldado por físicas más realistas habilitadas por computadoras y consolas modernas, como en el momento de Burnout. Durante el desarrollo de la serie, tuvieron que hacer una serie de sacrificios en la física para que el juego funcionara bien en hardware más antiguo. Inicialmente, el equipo pensó en ambientar el juego en una instalación de prueba de choque inspirada en las utilizadas en la vida real, pero descubrió que el aspecto clínico sería un problema y, en cambio, cambió la apariencia de las áreas para que fueran más industriales, lo que Así es como derivaron el nombre del juego. Para ayudar al jugador a visualizar el campo antes de estrellarse, se inspiraron en mostrar cada escenario en segmentos, inspirados en una herramienta visual similar utilizada en el programa británico Grand Designs.

## Recepción
Danger Zone recibió críticas "mixtas o promedio" según el agregador de reseñas Metacritic de videojuegos, y las tres plataformas alcanzaron una calificación de 64 sobre 100.

## Secuela
Three Fields anunció que Danger Zone 2 en junio de 2018 llegará el próximo mes para los sistemas Windows, PlayStation 4 y Xbox One. Seguirá el mismo tipo de juego, añadiendo más énfasis en los segmentos de conducción, y estos cursos intensivos se llevarán a cabo en escenarios inspirados en autopistas del mundo real, como la autopista M1 en Inglaterra o las autopistas cercanas al Aeropuerto Internacional de Los Ángeles.

## Otras lecturas
- Donlan, Christian (30 de mayo de 2017). «Reseña de Danger Zone». Eurogamer (en inglés). Consultado el 25 de octubre de 2020.